# Pardomuan Nauli (Palipi)
Pardomuan Nauli is een bestuurslaag in het regentschap Samosir van de provincie Noord-Sumatra, Indonesië. Pardomuan Nauli telt 908 inwoners (volkstelling 2010).